# Ediciones Surco
Ediciones Surco va ser una editorial catalana ubicada a Barcelona que va publicar en castellà col·leccions principalment de Marvel Còmics, de 1983 a 1984.

## Trajectòria
Va ser creada per Josep Torra després d'haver tancat Edicions Vértice amb la intenció de reflotar l'editorial, comptant amb el mateix equip, com el portadista Rafael López Espí, tot i que no va poder publicar algunes de les sèries més punteres del catàleg de Marvel al coincidir en el temps amb Cómics Forum. L'experiència va resultar efímera. Van publicar 14 col·leccions i un total de cent trenta números i quatre variants, després dels quals l'editorial es va veure obligada a tancar.
Tot i que van començar a numerar totes les col·leccions des de zero, aquestes continuaven a partir del punt on s'havien quedat a Edicions Vértice. Igualment es va caracteritzar per no respectar els formats originals i alterar la disposició de vinyetes.

## Col·leccions
Va publicar dos tipus de sèries. La Línea 83 es tractava de quaderns tipus comic book amb cobertes a color, de trenta-sis pàgines (més les quatre de cobertes), de vint-centímetres de llarg per vint d'ample, a tot color. La única sèrie que no estava inclosa en aquesta, va ser Don Gato y TV amigos, que va ser la darrera en començar, al novembre de 1983.
| Col·lecció           | Data inici       | Números | Data final       |
| -------------------- | ---------------- | ------- | ---------------- |
| Caballero Luna       | Març de 1983     | 10      | Desembre de 1983 |
| Capitán América      | Maig de 1983     | 8       | Desembre de 1983 |
| Don Gato y TV amigos | Novembre de 1983 | 6       | Abril de 1984    |
| Flierman             | 1983             | 4       | 1983             |
| Hombre de Hierro     | Juny de 1983     | 7       | Desembre de 1983 |
| Kazar                | Març de 1983     | 10      | Desembre de 1983 |
| Kelly Ojo Mágico     | 1983             | 9       | 1983             |
| Kung-Fu              | Març de 1983     | 10      | Desembre de 1983 |
| Micronautas          | Juny de 1983     | 7       | Desembre de 1983 |
| Motorista Fantasma   | Abril 1983       | 9       | Desembre de 1983 |
| Mytek el Poderoso    | 1983             | 11      | 1983             |
| Patrulla-X           | Juny de 1983     | 6       | Desembre de 1983 |
| Power Man            | Març de 1983     | 10      | Desembre de 1983 |
| ROM                  | Maig de 1983     | 8       | Desembre de 1983 |
| Star Wars            | Maig de 1983     | 8       | Desembre de 1983 |
| Zarpa de Acero       | 1983             | 7       | 1983             |